# Jednotračna željeznica
Jednotračna željeznica ili eng. Monorail (od riječi "mono", što znači "jedan" i "rail", što znači šina ili tračnica) je vrsta željeznice kod koje se kolosijek sastoji od samo jedne tračnice ili grede.
Općenito, pojam "jednotračna željeznica" često se pogrešno koristi za opisivanje bilo kojeg oblika nadzemne željeznice, odnosno, izraz se odnosi na stil pruge, čak i ako ima dvije ili više tračnica. Izraz monorail potječe od njemačkog inženjera Eugena Langena 1897. Jednotračne željeznice su sustavi vlakova s jednom tračnicom, koji se koriste kao putnička ili teretna vozila, a često su u uporabi za prijevoz do zračnih luka, te u metroima srednjeg kapaciteta.
Jednotračni vlakovi mogu biti slični lakim željezničkim vozilima i mogu se koristiti zajedno s konvencionalnim sustavima podzemne željeznice. Tračnice jednotračnih vlakova razlikuju se od tramvajskih i lakih željezničkih sustava po tome što su uvijek odvojene od ostalog prometa i pješaka, te ne koriste pantografe. Nude neke prednosti u odnosu na klasične vlakove, autobuse i automobile, poput izbjegavanja prometnih gužvi i pružanja boljeg pogleda. 
Maglev sustavi kao što su Transrapid i Linimo smatraju se jednošinskim odnosno jednotračnim vlakovima, zbog male širine snopa voznih tračnica, prema kriteriju Monorail societyja.
Jednotračni vlakovi su često zastupljeni u popularnoj kulturi, uključujući filmove, televizijske emisije i video igre.

## Vanjske poveznice
- Early monorails
- The Monorail Society
- Innovative Transportation Technologies
- People mover and monorail: Efficient solutions for urban and airport transitMaglev Monorail